# Hödur

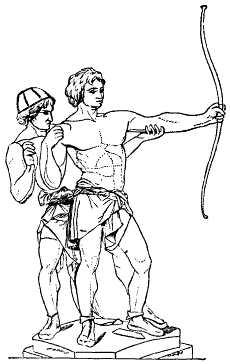
Loki bringt Hödur dazu, auf Balder zu schießen.

In der nordischen Mythologie gilt der blinde Hödur, auch Höd, altnordisch Höðr „Kämpfer“, als Bruder Balders und damit als Sohn Odins.
Nachdem Balder von seinem Tod geträumt hatte, nahm seine Mutter Frigg jedem Tier, jeder Pflanze und jedem Gegenstand einen Eid ab, ihren Sohn nicht zu töten. Nur die Mistel musste keinen Eid abgeben, da sie ihr so unscheinbar erschien. Die Götter machten sich daraufhin den Spaß, Balder mit allen möglichen Gegenständen zu bewerfen, doch alles hielt sich an den Eid. Loki stiftete den blinden Hödur an, ebenso auf Balder zu werfen und reichte ihm dazu einen Mistelzweig. Von diesem getroffen sank Balder tot zu Boden, woraufhin sein gerade geborener Halbbruder Wali an Hödur Rache nahm. Im Anschluss an die Ragnarök kehren Balder und Hödur aus dem Totenreich Hel zurück und beziehen in der neuen Welt Walhall als ihre Wohnstätte.

## Moderne Rezeption
Das vorgeschlagene Archaeenphylum „Hodarchaeota“ aus der Gruppe der Asgard-Archaeen (oder ihr nahestehend) soll nach Hödur benannt werden.
Im Jahre 1885 führte eine Auseinandersetzung über die deutsche Kolonialpolitik im Reichstag zum sogenannten „Hödur-Skandal“, als zunächst Otto von Bismarck die Wähler der liberalen Gegner seiner Politik mit dem blinden Hödur verglich. Auf eine der empörten schriftlichen Reaktionen darauf antwortete Bismarck mit einer (erfolgreichen)  Majestätsbeleidungs-Klage.